# Wouter Hanegraaff
Wouter Jacobus Hanegraaff (Amsterdam, 10 april 1961) is sinds 1999 hoogleraar Geschiedenis van de Hermetische Filosofie en verwante stromingen aan de Universiteit van Amsterdam. Hij diende in de periode 2005-2013 als de eerste president van de European Society for the Study of Western Esotericism (ESSWE) en heeft tal van publicaties over westerse esoterie op zijn naam staan.

## Werk
Hanegraaff staat bekend om zijn strikt historische benadering van de geschiedenis van de westerse esoterie. Hij verzet zich tegen zowel postmoderne als religionistische methodologieën en pleit ervoor om met een zo min mogelijk theoretische achtergrond onderzoek te verrichten. Volgens Hanegraaff komt het erop aan "te luisteren naar wat de bronnen ons te vertellen hebben", in de plaats van "onze ideeën aan hen op te dringen".

## Boeken (selectie)
- New Age Religion and Western Culture: Esotericism in the Mirror of Secular Thought (1996, Brill)
- Het einde van de hermetische traditie (inaugurele rede 18 januari 2000)
- Lodovico Lazzarelli (1447-1500): The Hermetic Writings and Related Documents (2005, Tempe; met Ruud M. Bouthoorn)
- Dictionary of Gnosis and Western Esotericism (2005, Brill: Leiden)
- Swedenborg, Oetinger, Kant (2007, Swedenborg Press)
- Hermes in the Academy (2009, Amsterdam University Press)
- Hidden Intercourse: Eros and Sexuality in the History of Western Esotericism (2011, Fordham University Press)
- Esotericism and the Academy: Rejected Knowledge in Western Culture (2012, Cambridge University Press)
- Western Esotericism: A Guide for the Perplexed (2013, London: Bloomsbury)
- Hermetic Spirituality and the Historical Imagination: Altered States of Knowledge in Late Antiquity (2022, Cambridge University Press)